# Свети Пимен Зографски (улица в София)
„Свети Пимен Зографски“ е улица в жк „Дианабад“, район „Изгрев“, София.
Носи името на българския зограф, храмостроител и книжовник Пимен Зографски. Разположена е между ул. „Никола Габровски“ на запад и ул. „Николай Хайтов“ на изток.

## Обекти
На ул. „Свети Пимен Зографски“ или в нейния район се намират следните обекти (от запад на изток):
- ДАМС, Национален център „Спорт и здраве“
- СБАЛ по травматология, ортопедия и спортна медицина
- Национален спортен център
- река Новачница (по протежението на улицата)
- 105 СОУ „Атанас Хр. Далчев“
- 49 ОДЗ „Радост“